# Official Xbox Magazine
Official Xbox Magazine (с англ. — «Официальный журнал Xbox») — американский ежемесячный журнал о видеоиграх, он начал издаваться в ноябре 2001 года во время запуска продаж оригинального Xbox’a. Журнал поставляется в комплекте с диском, который включает в себя: демоверсии игр, видеоролики и трейлеры, а также другие материалы, например, игры или обновления для обратной совместимости игр от Xbox для Xbox 360, а также игровые аватары для профилей.
В журнале содержатся анонсы, рецензии и чит коды для игр Xbox, Xbox 360. 22 ноября, 2005 года журнал стал выходить под логотипом новой консоли Microsoft, Xbox 360. В нём содержатся игровые рецензии, анонсы, Xbox Live Arcade демоверсии игр. В нём пишутся обзоры для всех игр Xbox, Xbox 360 и Xbox Live Arcade, а также загружаемый контент и пакеты с расширением игровых возможностей.
Журнал был закрыт в апреле 2020 года.